# Haris Bukva
Haris Bukva (Foča, 15 marzo 1988) è un ex calciatore austriaco, di ruolo centrocampista.

## Statistiche

### Cronologia presenze e reti in nazionale
| Cronologia completa delle presenze e delle reti in nazionale ― Austria under 21 | Cronologia completa delle presenze e delle reti in nazionale ― Austria under 21 | Cronologia completa delle presenze e delle reti in nazionale ― Austria under 21 | Cronologia completa delle presenze e delle reti in nazionale ― Austria under 21 | Cronologia completa delle presenze e delle reti in nazionale ― Austria under 21 | Cronologia completa delle presenze e delle reti in nazionale ― Austria under 21 | Cronologia completa delle presenze e delle reti in nazionale ― Austria under 21 | Cronologia completa delle presenze e delle reti in nazionale ― Austria under 21 |
| Data                                                                            | Città                                                                           | In casa                                                                         | Risultato                                                                       | Ospiti                                                                          | Competizione                                                                    | Reti                                                                            | Note                                                                            |
| ------------------------------------------------------------------------------- | ------------------------------------------------------------------------------- | ------------------------------------------------------------------------------- | ------------------------------------------------------------------------------- | ------------------------------------------------------------------------------- | ------------------------------------------------------------------------------- | ------------------------------------------------------------------------------- | ------------------------------------------------------------------------------- |
| 10-10-2008                                                                      | Pasching                                                                        | Austria under 21                                                                | 2 – 1                                                                           | Finlandia under 21                                                              | Qual. Europeo Under-21 2009                                                     | -                                                                               | 90+1’                                                                           |
| 11-2-2009                                                                       | Rieti                                                                           | Italia under 21                                                                 | 1 – 2                                                                           | Austria under 21                                                                | Amichevole                                                                      | -                                                                               | 73’                                                                             |
| 31-3-2009                                                                       | Wiener Neudorf                                                                  | Austria under 21                                                                | 1 – 2                                                                           | Svizzera under 21                                                               | Amichevole                                                                      | -                                                                               | 84’                                                                             |
| 12-8-2009                                                                       | Maladzečna                                                                      | Bielorussia under 21                                                            | 2 – 1                                                                           | Austria under 21                                                                | Qual. Europeo Under-21 2011                                                     | -                                                                               |                                                                                 |
| 5-9-2009                                                                        | Maria Enzersdorf                                                                | Austria under 21                                                                | 1 – 0                                                                           | Scozia under 21                                                                 | Qual. Europeo Under-21 2011                                                     | -                                                                               | 86’                                                                             |
| 9-9-2009                                                                        | Wiener Neudorf                                                                  | Austria under 21                                                                | 3 – 1                                                                           | Albania under 21                                                                | Qual. Europeo Under-21 2011                                                     | -                                                                               | 64’ 66’                                                                         |
| 10-10-2009                                                                      | Baku                                                                            | Azerbaigian under 21                                                            | 1 – 2                                                                           | Austria under 21                                                                | Qual. Europeo Under-21 2011                                                     | -                                                                               | 25’ 46’                                                                         |
| Totale                                                                          |                                                                                 | Presenze                                                                        | 7                                                                               |                                                                                 | Reti                                                                            | 0                                                                               |                                                                                 |

| Cronologia completa delle presenze e delle reti in nazionale ― Austria under 20 | Cronologia completa delle presenze e delle reti in nazionale ― Austria under 20 | Cronologia completa delle presenze e delle reti in nazionale ― Austria under 20 | Cronologia completa delle presenze e delle reti in nazionale ― Austria under 20 | Cronologia completa delle presenze e delle reti in nazionale ― Austria under 20 | Cronologia completa delle presenze e delle reti in nazionale ― Austria under 20 | Cronologia completa delle presenze e delle reti in nazionale ― Austria under 20 | Cronologia completa delle presenze e delle reti in nazionale ― Austria under 20 |
| Data                                                                            | Città                                                                           | In casa                                                                         | Risultato                                                                       | Ospiti                                                                          | Competizione                                                                    | Reti                                                                            | Note                                                                            |
| ------------------------------------------------------------------------------- | ------------------------------------------------------------------------------- | ------------------------------------------------------------------------------- | ------------------------------------------------------------------------------- | ------------------------------------------------------------------------------- | ------------------------------------------------------------------------------- | ------------------------------------------------------------------------------- | ------------------------------------------------------------------------------- |
| 12-8-2009                                                                       | Stegersbach                                                                     | Austria under 20                                                                | 1 – 5                                                                           | Svizzera under 20                                                               | Amichevole                                                                      | -                                                                               |                                                                                 |
| Totale                                                                          |                                                                                 | Presenze                                                                        | 1                                                                               |                                                                                 | Reti                                                                            | 0                                                                               |                                                                                 |

| Cronologia completa delle presenze e delle reti in nazionale ― Austria under 19 | Cronologia completa delle presenze e delle reti in nazionale ― Austria under 19 | Cronologia completa delle presenze e delle reti in nazionale ― Austria under 19 | Cronologia completa delle presenze e delle reti in nazionale ― Austria under 19 | Cronologia completa delle presenze e delle reti in nazionale ― Austria under 19 | Cronologia completa delle presenze e delle reti in nazionale ― Austria under 19 | Cronologia completa delle presenze e delle reti in nazionale ― Austria under 19 | Cronologia completa delle presenze e delle reti in nazionale ― Austria under 19 |
| Data                                                                            | Città                                                                           | In casa                                                                         | Risultato                                                                       | Ospiti                                                                          | Competizione                                                                    | Reti                                                                            | Note                                                                            |
| ------------------------------------------------------------------------------- | ------------------------------------------------------------------------------- | ------------------------------------------------------------------------------- | ------------------------------------------------------------------------------- | ------------------------------------------------------------------------------- | ------------------------------------------------------------------------------- | ------------------------------------------------------------------------------- | ------------------------------------------------------------------------------- |
| 22-3-2006                                                                       | Hollabrunn                                                                      | Austria under 19                                                                | 1 – 2                                                                           | Rep. Ceca under 19                                                              | Amichevole                                                                      | -                                                                               | 58’                                                                             |
| 9-5-2006                                                                        | Lovanio                                                                         | Belgio under 19                                                                 | 0 – 1                                                                           | Austria under 19                                                                | Amichevole                                                                      | -                                                                               | 80’                                                                             |
| 16-7-2006                                                                       | Linz                                                                            | Austria under 19                                                                | 0 – 2                                                                           | Spagna under 19                                                                 | Europeo Under-19 2007 - 1º turno                                                | -                                                                               | 68’                                                                             |
| 18-7-2006                                                                       | Pasching                                                                        | Austria under 19                                                                | 1 – 1                                                                           | Grecia under 19                                                                 | Europeo Under-19 2007 - 1º turno                                                | -                                                                               | 73’                                                                             |
| 21-7-2006                                                                       | Ried im Innkreis                                                                | Portogallo under 19                                                             | 2 – 0                                                                           | Austria under 19                                                                | Europeo Under-19 2007 - 1º turno                                                | -                                                                               | 65’                                                                             |
| Totale                                                                          |                                                                                 | Presenze                                                                        | 5                                                                               |                                                                                 | Reti                                                                            | 0                                                                               |                                                                                 |

## Palmarès

### Club
- Coppa d'Austria: 1

Sturm Graz: 2009-2010
- Campionato austriaco: 1

Sturm Graz: 2010-2011